# 白林 (1918年)
白林（1918年—2009年4月27日），曾用名白鹤乡，女，回族，河北邱县人，中华人民共和国政治人物，曾任贵州省妇女联合会主任，贵州省人大常委会副主任。

## 家庭
丈夫金风。